# Compsospiza garleppi
Compsospiza garleppi е вид птица от семейство Тангарови (Thraupidae). Видът е застрашен от изчезване.

## Разпространение
Видът е разпространен в Боливия.